# Steven G. Louie
Steven Gwon Sheng Louie, chinesisch 雷干城, Pinyin Léi Gānchéng (* 26. März 1949 in Guangzhou, Republik China) ist ein US-amerikanischer Physiker chinesischer Herkunft, der sich mit theoretischer Festkörperphysik und Nanowissenschaft befasst.
Louie studierte Physik und Mathematik an der University of California, Berkeley, an der er 1972 seinen Bachelor-Abschluss erhielt und 1976 in Physik promoviert wurde. Als Post-Doktorand war er am Thomas J. Watson Research Center von IBM und 1979 an den Bell Laboratories. Von 1979 bis 1980 war er Assistant Professor an der University of Pennsylvania; 1980 wurde er Associate Professor und 1984 Professor für Physik in Berkeley. Außerdem ist er Wissenschaftler in der Abteilung Materialwissenschaften des Lawrence Berkeley National Laboratory.
Er befasst sich mit ab initio Pseudopotential Berechnungen der elektronischen Struktur von Kristallen, Oberflächen, Grenzflächen und Clustern, mit Quasiteilchen-Anregungen und optischen Anregungen in Festkörpern, Elektron-Transport durch einzelne Moleküle, Elektronenkorrelations-Effekte in Festkörpern und Systemen reduzierter Dimension, Nanotuben und Nanostrukturen, Materialien unter hohen Drucken, Supraleitung.
Louie ist Fellow der National Academy of Sciences (2005), der American Association for the Advancement of Science und der American Physical Society. 1980 war er Sloan Research Fellow und 1989 Guggenheim Fellow. Zweimal war er Miller Research Professor in Berkeley. 1996 erhielt er den Aneesur-Rahman-Preis (für innovative Anwendungen von Quantentheorie und Computerphysik zur Vorhersage von Eigenschaften von Festkörpern, speziell Anregungsspektren in Halbleitern und Isolatoren), 2003 den Feynman Preis in Nanotechnologie des Foresight Institute und 1999 den Davisson-Germer-Preis. Er erhielt den Outstanding Performance Award des Lawrence Berkeley Lab und den Preis für herausragende Forschung in Festkörperphysik des US-Energieministeriums. 2009 wurde er in die American Academy of Arts and Sciences gewählt.
Er war unter anderem Gastwissenschaftler an der Universität Grenoble, der Nationalen Universität Taiwan und der Universität Tokio. Er ist US-amerikanischer Staatsbürger.

## Schriften
- mit J.R. Chelikowsky (Hrsg.): Quantum Theory of Real Materials. Kluwer Academic Press, Boston 1996
- mit J. R. Chelikowsky, G. Martinez, E. L. Shirley (Hrsg.): The Optical Properties of Materials. MRS Symp. Proceed. Vol. 579 (Materials Research Society, Warrendale PA 2000).
- mit Marvin Cohen (Hrsg.): Conceptual Foundations of Materials: A Standard Model for Ground- and Excited-State Properties. In: E. Burstein, M.L. Cohen, D.L. Mills, P.J. Stiles (Hrsg.): Contemporary Concepts of Condensed Matter Physics. Elsevier, Amsterdam 2006.